# Ancienne caserne des pompiers de Kotka
L'ancienne caserne des pompiers (finnois : Kotkan vanha paloasema) est un bâtiment du quartier de Kotkansaari à Kotka en Finlande.

## Histoire
Le bâtiment de style néo-Renaissance est conçu par Theodor Conrad Borchardt et sa construction se termine en 1898.
De nos jours le bâtiment accueille des artistes et des expositions artistiques.

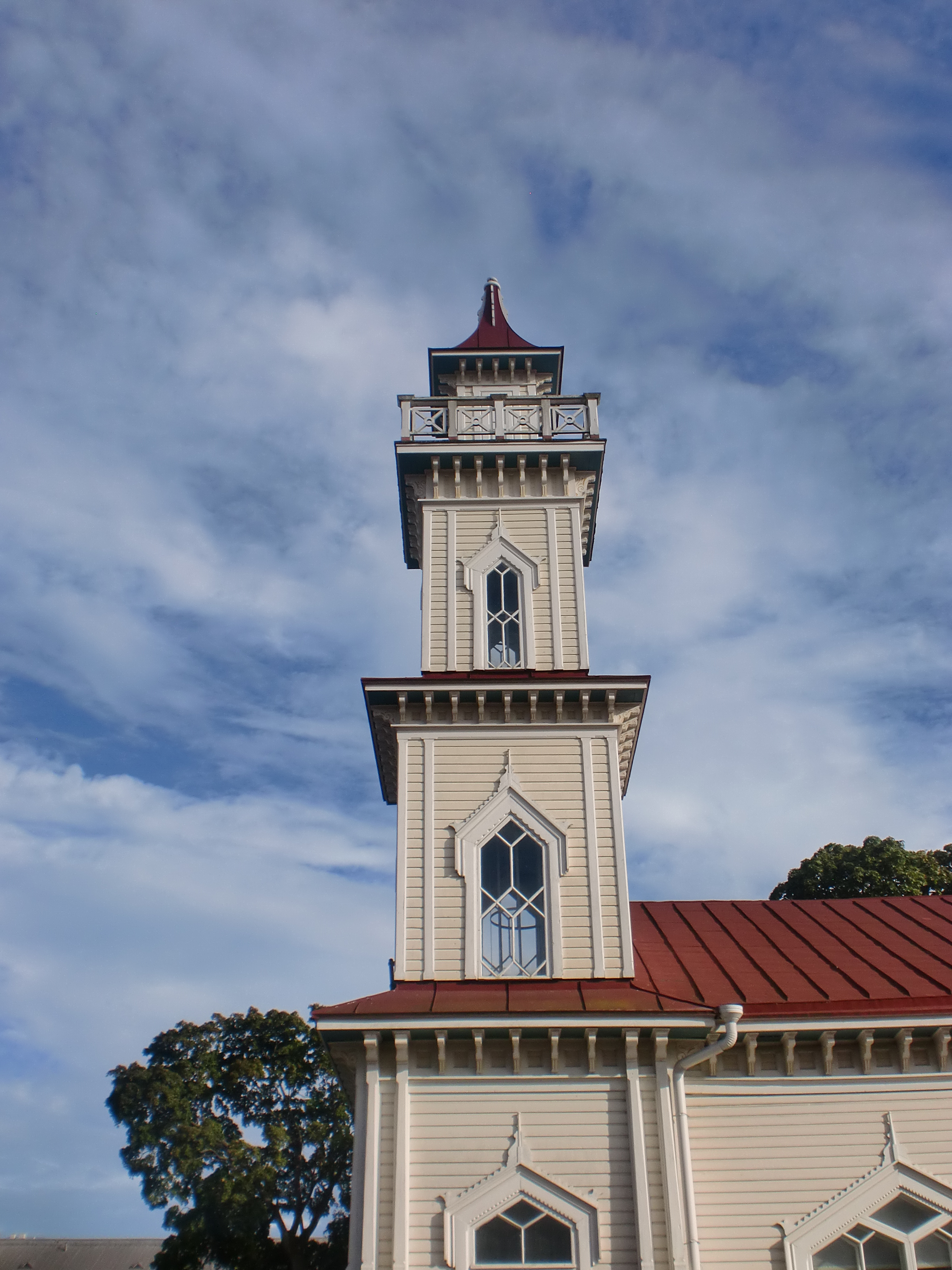
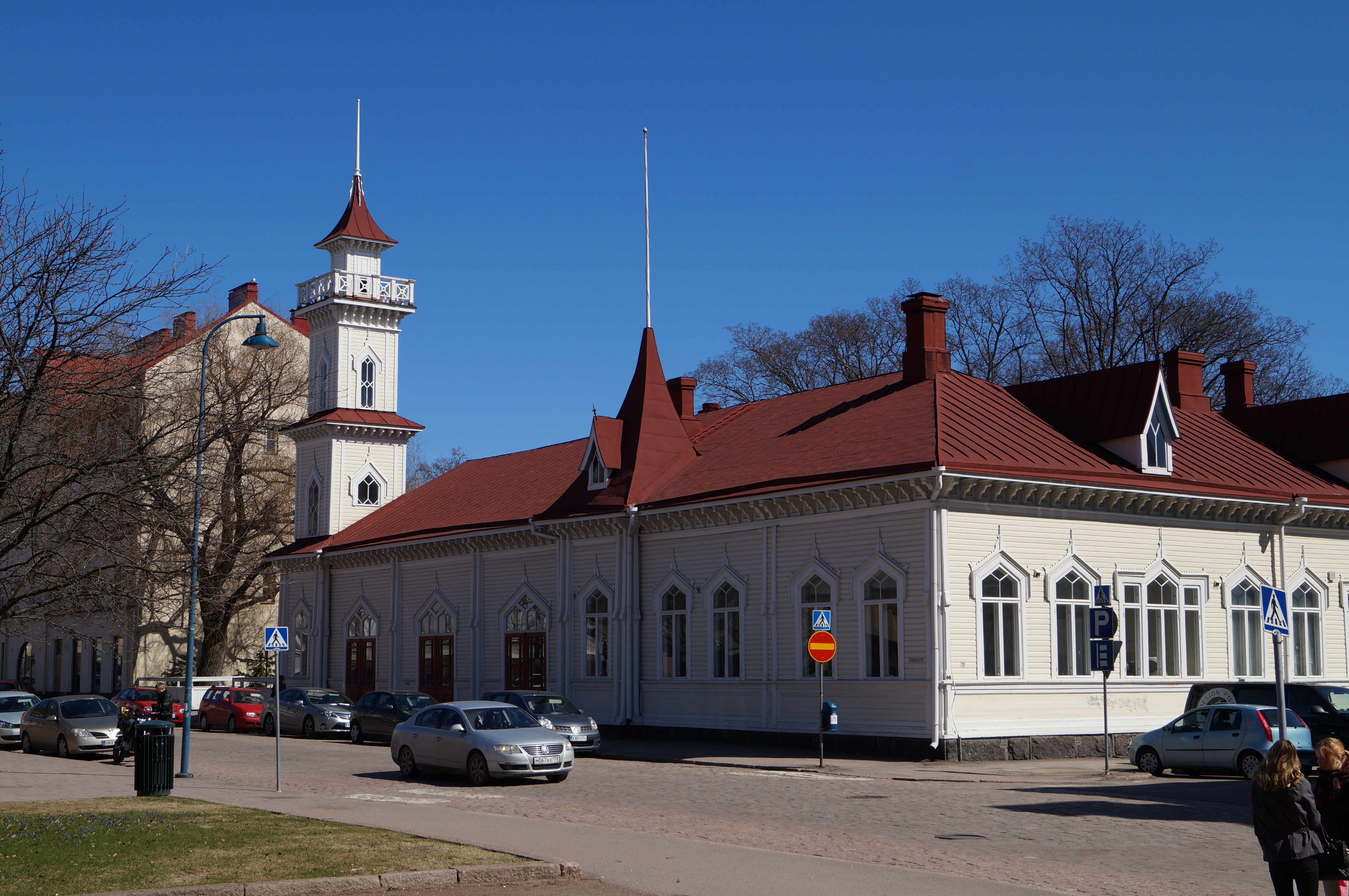